# Basilica Cisterne
De Basilica Cisterne (ook wel bekend als Yerebatan Saray, Yerebatan Sarnıcı of Yerebatan Cisterne) is een zesde-eeuwse ondergrondse wateropslagplaats in Istanboel.
De Basilica Cisterne werd tussen ongeveer 532 en 542 door de Byzantijnse keizer Justinianus aangelegd als wateropslagplaats voor zijn paleis. Dergelijke wateropslagplaatsen vindt men door heel Istanboel; ze werden aangelegd om in tijden van belegering over voldoende schoon drinkwater te kunnen beschikken. De cisterne ligt onder het voormalige Hippodroom, ten westen van de Hagia Sophia.
Het water om de cisterne te vullen werd door middel van een aquaduct aangevoerd vanaf het 19 km ten noorden van Istanboel gelegen Belgrado-woud.

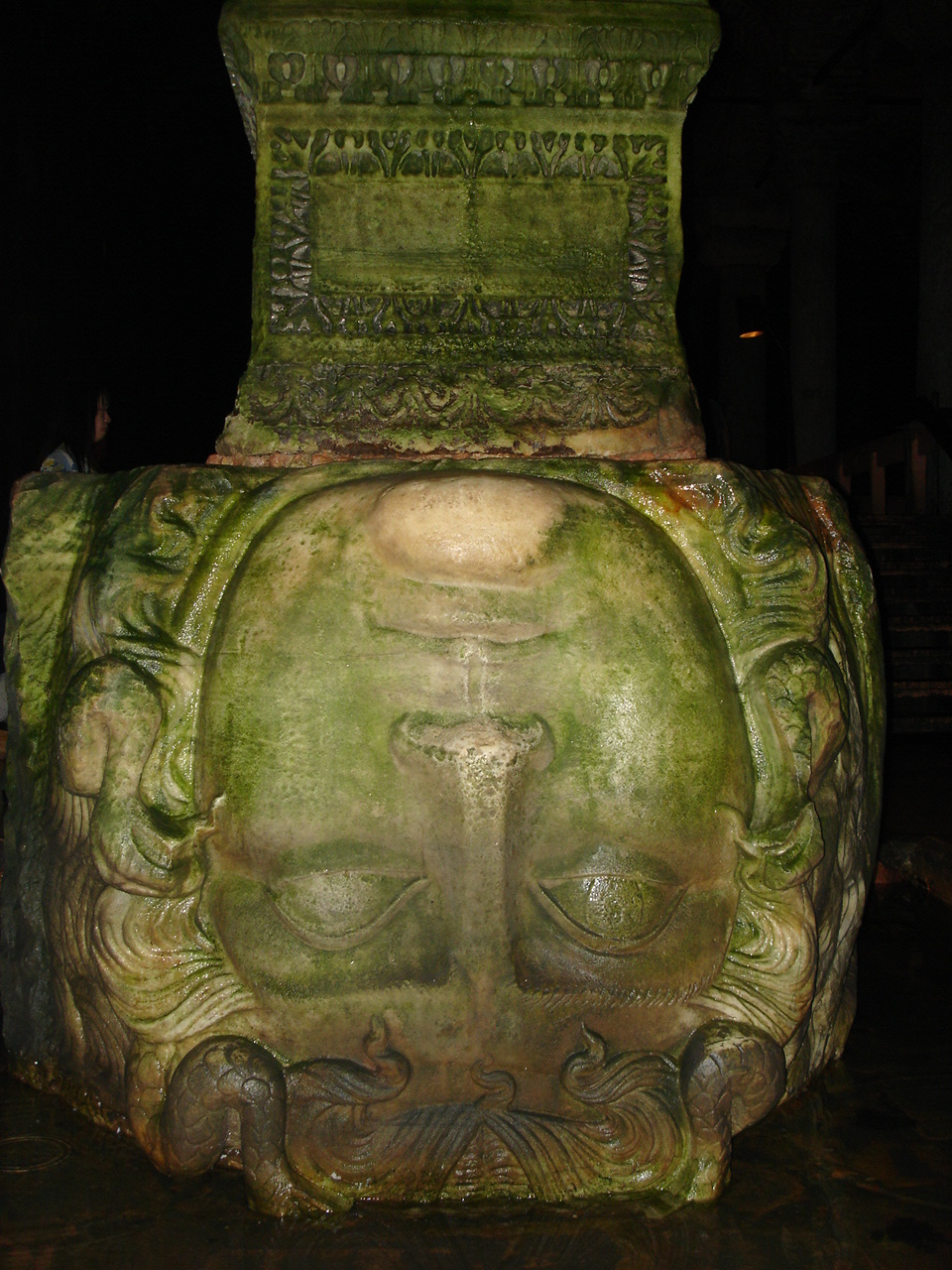
Sokkel met hoofd van Medusa

De Basilica Cisterne is een grote ruimte van 143 bij 65 meter en omstreeks 9 meter hoog, waardoor de capaciteit ongeveer 80.000 kubieke meter bedraagt. In de cisterne staan 336 zuilen, die het geheel van binnen het aanzicht van een basiliek lijken te geven. Twee van de zuilen staan op een sokkel met het hoofd van Medusa. De herkomst van deze Medusahoofden is niet bekend. Wel is bekend dat in dergelijke constructies vaak zuilen van elders werden hergebruikt, de Medusahoofden komen derhalve zeer waarschijnlijk van elders. Dit hergebruik van oude bouwmaterialen staat bekend als spoliatie.

## Gebruik in hedendaagse cultuur
- Een aantal scènes van de James Bondfilm From Russia with Love werd opgenomen in de Basilica Cisterne.
- De gewelven spelen ook een rol in het album Jeromba de Griek uit de Suske en Wiske-stripreeks.
- Een scène uit de film The International (2009) werd hier opgenomen.
- Een scène uit de film van Jackie Chan, The Accidental Spy (2001), werd hier opgenomen.
- Meerdere scènes uit het boek Inferno van Dan Brown spelen zich hier af.
- In een missie in Assassin's Creed Revelations navigeert de hoofdpersoon door de Basilica Cisterne.